# Jonathan Granström (ishockeyspelare född 2000)
Jonathan Karl Yngve Granström, född 8 maj 2000 i Visby, är en svensk före detta professionell ishockeyspelare (back) som sist spelade för Mora IK i Hockeyallsvenskan.
Efter att ha fått sin fjärde hjärnskakning på fem år blev Granström tvungen att avsluta sin karriär som ishockeyspelare våren 2021.

## Klubbar
- Skellefteå AIK J20, SuperElit (2016/2017)
- Visby/Roma HK, Hockeyettan (2017/2018 - 2018/2019)
- Mora IK J20, SuperElit (2019/2020)
- Mora IK, Hockeyallsvenskan (2019/2020 - 2020/2021)